# Hyperstrotia flavipuncta
Hyperstrotia flavipuncta là một loài bướm đêm trong họ Noctuidae.